# Ротонда Моста
35°54′36″ пн. ш. 14°25′33″ сх. д. / 35.910080555556° пн. ш. 14.4259° сх. д.
Базиліка-святилище Успіння Пресвятої Богородиці (мальт. Santwarju Bażilika ta' Santa Marija), широко відома як Ротонда Моста (мальт. Ir-Rotunda tal-Mosta) або Купол Моста — римо-католицька парафіяльна церква та базиліка в Мості, Мальта, присвячена Успінню Пресвятої Богородиці. Він був побудований між 1833 і 1860-ми роками за неокласичним проектом Джорджіо Грогне де Вассе на місці більш ранньої церкви епохи Відродження, яка була побудована приблизно в 1614 році за проектами Томмазо Дінглі.
Дизайн нинішньої церкви взятий з Пантеоніа в Римі, має третій за величиною непідтримковий купол у світі та є найбільшою та найвідомішою церквою Мальти. Церква ледве уникла руйнування під час Другої світової війни, коли 9 квітня 1942 року німецька авіаційна бомба пробила купол і впала в церкву під час меси, але не вибухнула. Ця подія була витлумачена мальтійцями як диво.

## Історія
Хоча П'єтро Дусіна записав Мосту як парафію під час свого пастирського візиту 1575 року, місто фактично стало парафією у 1608 році. Незабаром після цього почалися плани побудови нової церкви, і церква була побудована приблизно в 1614 році за проектами, які приписують архітектору епохи Відродження Томмазо Дінглі.
До 1830-х років ця церква стала занадто малою, щоб обслуговувати населення міста. Джорджо Грогне де Вассе запропонував перебудувати церкву за неокласичним дизайном на основі Пантеону в Римі. Незважаючи на спротив єпископа Франческо Саверіо Каруана, проект було схвалено, і будівництво церкви розпочалося 30 травня 1833 року

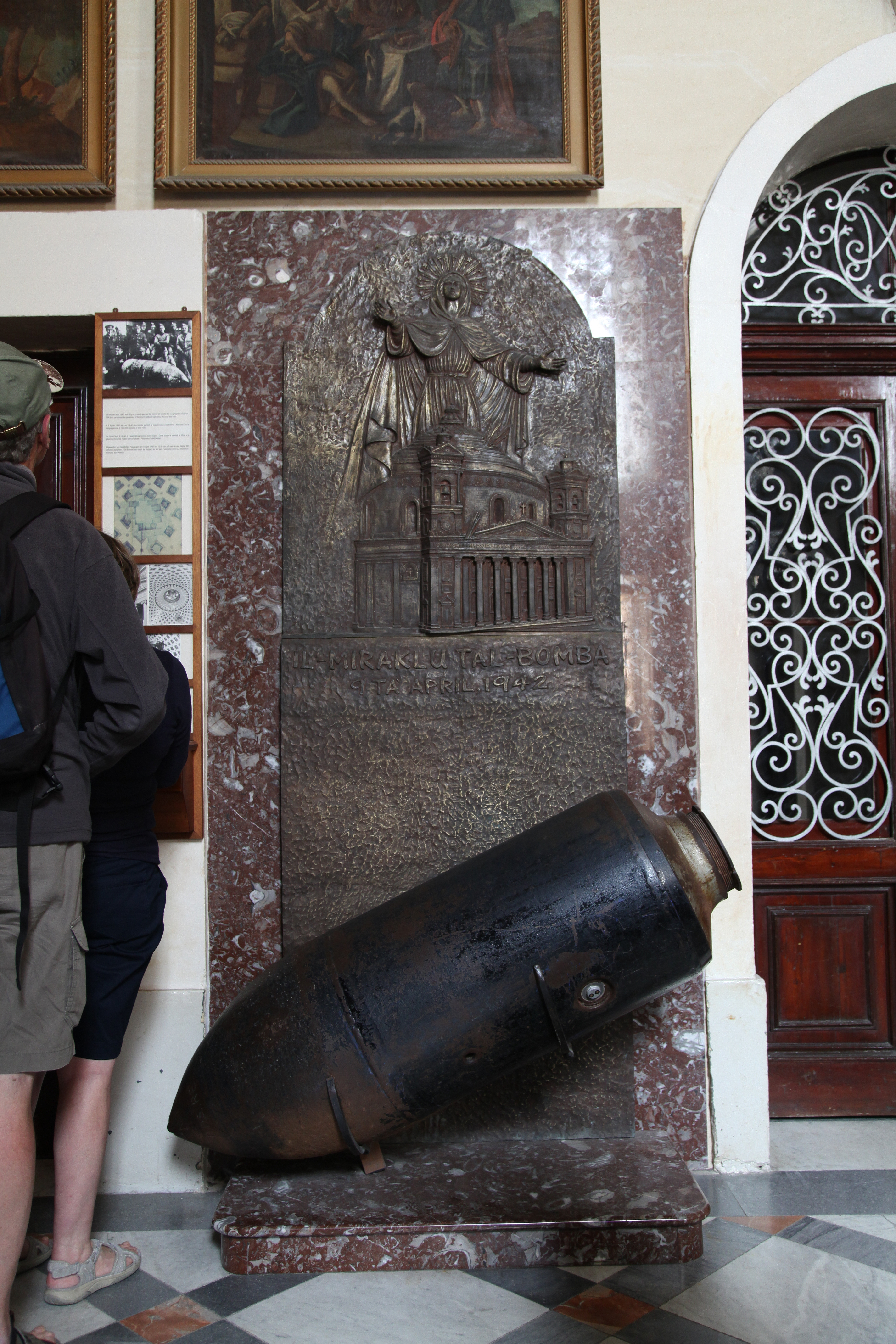
Копія бомби, яка пробила купол 9 квітня 1942 року

Під час будівництва нової церкви вона оточувала стару, яка залишалася у вжитку протягом всього процесу будівництва. Мешканці Моста активно долучалися до цієї справи, беручи участь у роботах у неділю та свята. Оскільки Грогнет ніколи не отримував офіційної архітектурної освіти, він отримав консультаційні послуги від архітектора з родини Саммут.
Будівництво ротонди тривало 28 років і було завершено на початку 1860-х років. Стару церкву було знесено в 1860 році, і нову церкву не потрібно було освячувати, оскільки це місце залишалося місцем поклоніння протягом усього будівництва. Офіційне освячення церкви відбулося 15 жовтня 1871 року
Під час Другої світової війни місто Моста піддавалося повітряним бомбардуванням через його близькість до аеродрому Королівських ВПС Та Калі. Приблизно о 16:40 9 квітня 1942 року Люфтваффе скинуло три бомби на церкву, і дві з них відхилилися. Однак одна фугасна бомба пробила купол і увійшла в церкву, де 300 людей чекали ранньої вечірньої меси.  Бомба не вибухнула, і бомбардувальник Королівських інженерів знешкодив її і скинув його в море біля західного узбережжя Мальти. Мешканці сприйняли цю подію як диво, і подібна бомба зараз виставлена в ризниці в задній частині церкви під словами Il-Miraklu tal-Bomba, 9 ta' April 1942 (що означає "Диво бомби, 9 квітня 1942 року).

2 травня 1983 року водій таксі Кармело Аквіліна після парі добровільно в'їхав на автомобілі «Мерседес» у Ротонду. Він піднявся сходами притвору, зламав головний прохід і зупинився в церкві біля вівтаря. Після інциденту Аквиліна був заарештований і отримав тримісячний термін ув'язнення з призупиненням його водійських прав.
У 2015 році парафія звернулася до Ватикану з проханням перекласифікувати її в статус базиліки. 29 липня 2018 року указом Папи Римського Франциска церква була зведена до малої базиліки.

## Архітектура

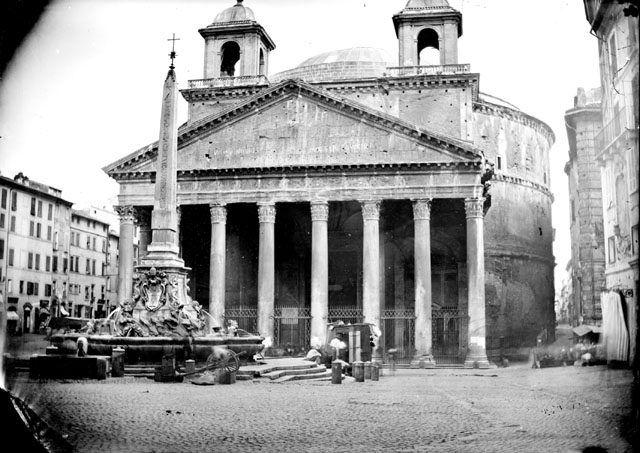
Фотографія кінця 19-го століття Пантеону в Римі, яка надихнула на дизайн Ротонди Моста

Ротонда Моста побудована в неокласичному стилі, а її структура базується на Пантеоні в Римі. Його фасад має портик із шістьма іонічними колонами, який оточений двома дзвіницями. Будучи ротондою, церква має круглий план зі стінами близько 9,1 м (30 фут), що підтримує купол із внутрішнім діаметром 130 фут (40 м). Свого часу купол був третім за розміром у світі. Внутрішнє оздоблення костелу містить вісім ніш, у тому числі бухту з головним входом і глибоку апсиду з головним вівтарем.
Перед розпочаттям будівництва церкви виникла певна опозиція стосовно проєкту Грогнета, оскільки деякі особи вважали римський храм неякісною моделлю для будівництва католицької церкви. Проте інші високо оцінили проект, і книга 1839 року, написана під час будівництва церкви, описує її як «безумовно, найвеличнішу, велику та міцну сучасну будівлю» на Мальті. Проект був добре прийнятий після завершення, і він вважається шедевром Грогнета.

Інтер'єр ротонди

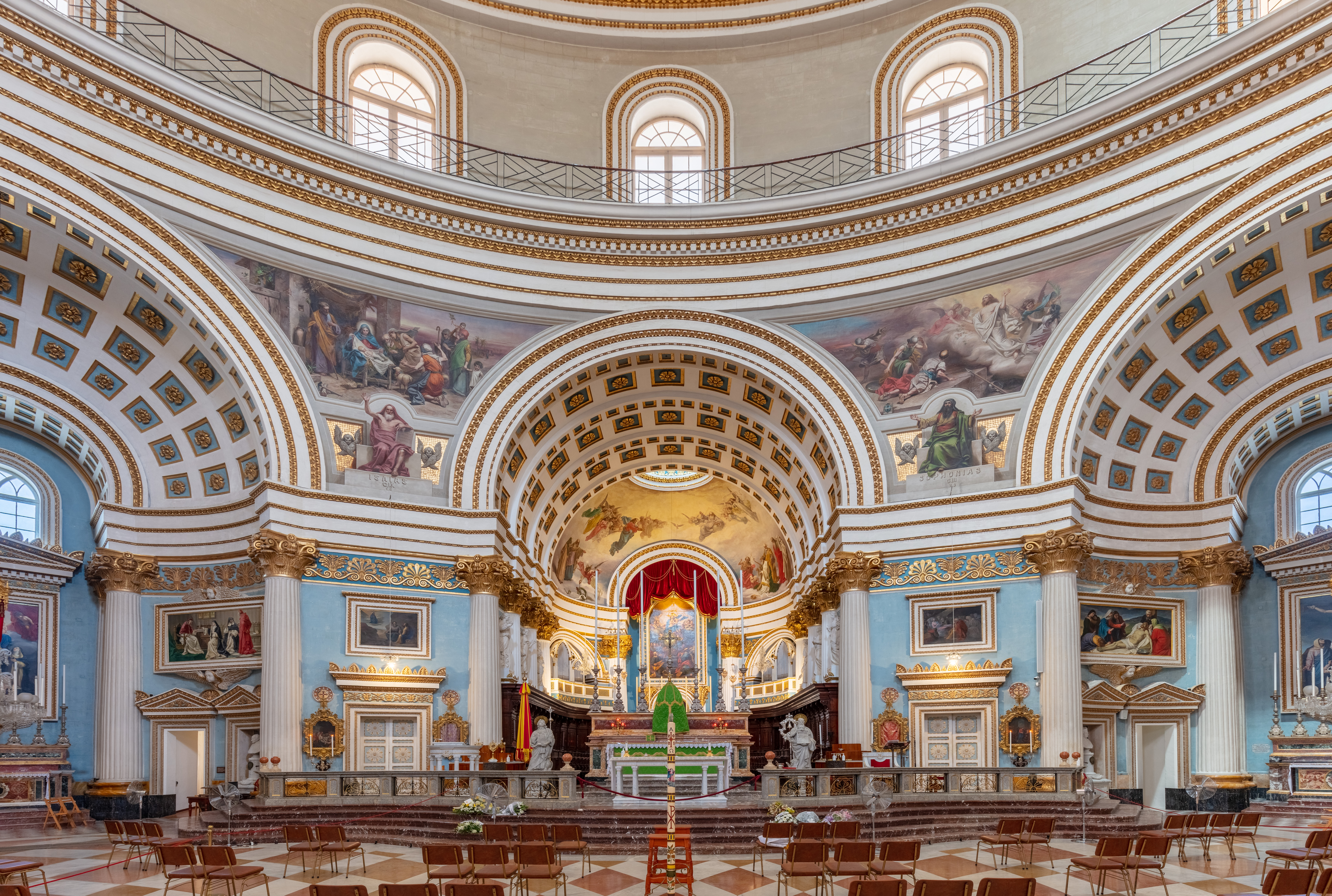
Головний вівтар